# Begonia keraudreniae
Begonia keraudreniae là một loài thực vật có hoa trong họ Thu hải đường. Loài này được Bosser mô tả khoa học đầu tiên năm 1983.